# Spilogale pygmaea
Lo skunk macchiato pigmeo (Spilogale pygmaea Thomas, 1898) è una specie della famiglia dei Mefitidi (Mephitidae) endemica del Messico, dove è presente sulla costa pacifica dal Nayarit al Chiapas.

## Descrizione
Questo skunk ha una lunghezza testa-corpo di 12-35 cm e una coda di 7-12 cm. Il colore di base della pelliccia è nero, con motivi bianchi sulla testa e da due a sei strisce bianche disposte ad anello sul corpo. Anche la coda tende a presentare peli bianchi. Le ghiandole odorifere caratteristiche degli skunk si trovano ai lati dell'ano.

## Distribuzione e habitat
L'areale dello skunk macchiato pigmeo si estende attraverso una lunga fascia sulla costa messicana del Pacifico, tra gli stati di Nayarit e Chiapas. Come habitat predilige di solito le aree rocciose con pochi alberi e cespugli. Viene avvistato raramente nelle fitte foreste e nelle zone umide.

## Biologia
Questa specie è onnivora, ma la sua dieta comprende più carne di quella degli altri skunk. Sue prede tipiche sono insetti, mammiferi più piccoli, uccelli e rettili. Mangia anche frutta e bacche.
Diversi esemplari di skunk macchiato pigmeo trascorrono l'inverno insieme nelle tane, ma non vanno in letargo.
L'accoppiamento avviene solitamente tra settembre e ottobre. A causa del ritardo dell'impianto, la gravidanza vera e propria inizia solo in primavera. Questa si protrae per circa un mese, trascorso il quale nascono solitamente da 3 a 6 piccoli (raramente fino a 9). Alla nascita i piccoli sono ciechi e aprono gli occhi dopo un mese. Vengono allattati per circa due mesi. I giovani sono completamente cresciuti in autunno e trascorrono l'inverno successivo con la madre.

## Tassonomia
Lo skunk macchiato pigmeo è una delle sette specie classificate nel genere Spilogale. Venne descritto per la prima volta da Oldfield Thomas nel 1898 a partire da un esemplare proveniente da Rosario, nello stato messicano di Sinaloa. In passato, alcuni autori lo consideravano una sottospecie dello skunk macchiato orientale (Spilogale putorius). Attualmente non ne vengono più distinte sottospecie.
Gli skunk macchiati rappresentano un sister group delle moffette striate (Mephitis), anch'esse diffuse nell'America settentrionale e centrale. Sister group di entrambi sono gli skunk dal naso di porco (Conepatus), concentrati per lo più nell'America meridionale. Lo skunk macchiato pigmeo è stato identificato come sister species basale di tutte le altre specie di skunk macchiato, dalle quali si separò circa 5 milioni di anni fa.

## Conservazione
La specie è considerata utile perché distrugge specie nocive come insetti e roditori. A volte viene catturato con le trappole per la sua pelliccia. La principale minaccia per lo skunk macchiato pigmeo è la distruzione dell'habitat.
Viene classificato come «vulnerabile» (Vulnerable) dall'Unione internazionale per la conservazione della natura (IUCN) a causa del forte calo delle popolazioni, che si ritiene siano diminuite di oltre il 30% nelle ultime tre generazioni o 15 anni. Il calo è dovuto principalmente alla perdita dell'habitat, in quanto il suo areale si sovrappone a zone caratterizzate da un forte sviluppo della popolazione umana e convertite al turismo. Nonostante la capacità di adattamento della specie, in prossimità degli insediamenti umani una minaccia crescente è costituita soprattutto dagli animali domestici, come cani e gatti.